# Fissuromètre
Un fissuromètre est un instrument de mesure permettant la surveillance de l'activité des fissures sur les structures artificielles et naturelles constituées de matériaux fragiles, comme les ouvrages en maçonnerie, en béton, ou les roches indurées.

## Typologie
Il existe plusieurs types de fissuromètres :
Témoinil s'agit d'un polochon de plâtre posé à cheval sur la fissure, sur sa surface est généralement gravée la date de pose. L'activité de la fissure se voit à la rupture du témoin, cependant il arrive que le plâtre n'ait pas adhéré aux deux côtés de la fissure, auquel cas le témoin est inopérant.
Témoin à lame de verrec'est un polochon de plâtre dans lequel est prise une lame de verre. Lorsque les nus des bords de la fissure désaffleurent, le verre se casse.
Fissuromètre graduéil s'agit d'une coulisse graduée dont chacune des parties est fixée de part et d'autre de la fissure. Ce dispositif permet de lire à plusieurs dates sur les graduations l'ouverture de la fissure et d'en déduire son évolution. Sa résolution minimum est de 0,1 mm.
Extensomètre à billesle dispositif consiste à fixer de part et d'autre de la fissure deux billes d'acier inoxydable de 6 mm de diamètre dont on mesure l'écartement à l'aide d'un déformètre manuel. La résolution minimum de l'extensomètre à bille est de 1 µm.
Déformètre électroniquec'est un capteur fixé de part et d'autre de la fissure et qui communique ses mesures à une centrale d'enregistrement. Ce dispositif permet des mesures réparties dans le temps à volonté sans avoir à accéder à la fissure pour chaque mesure.

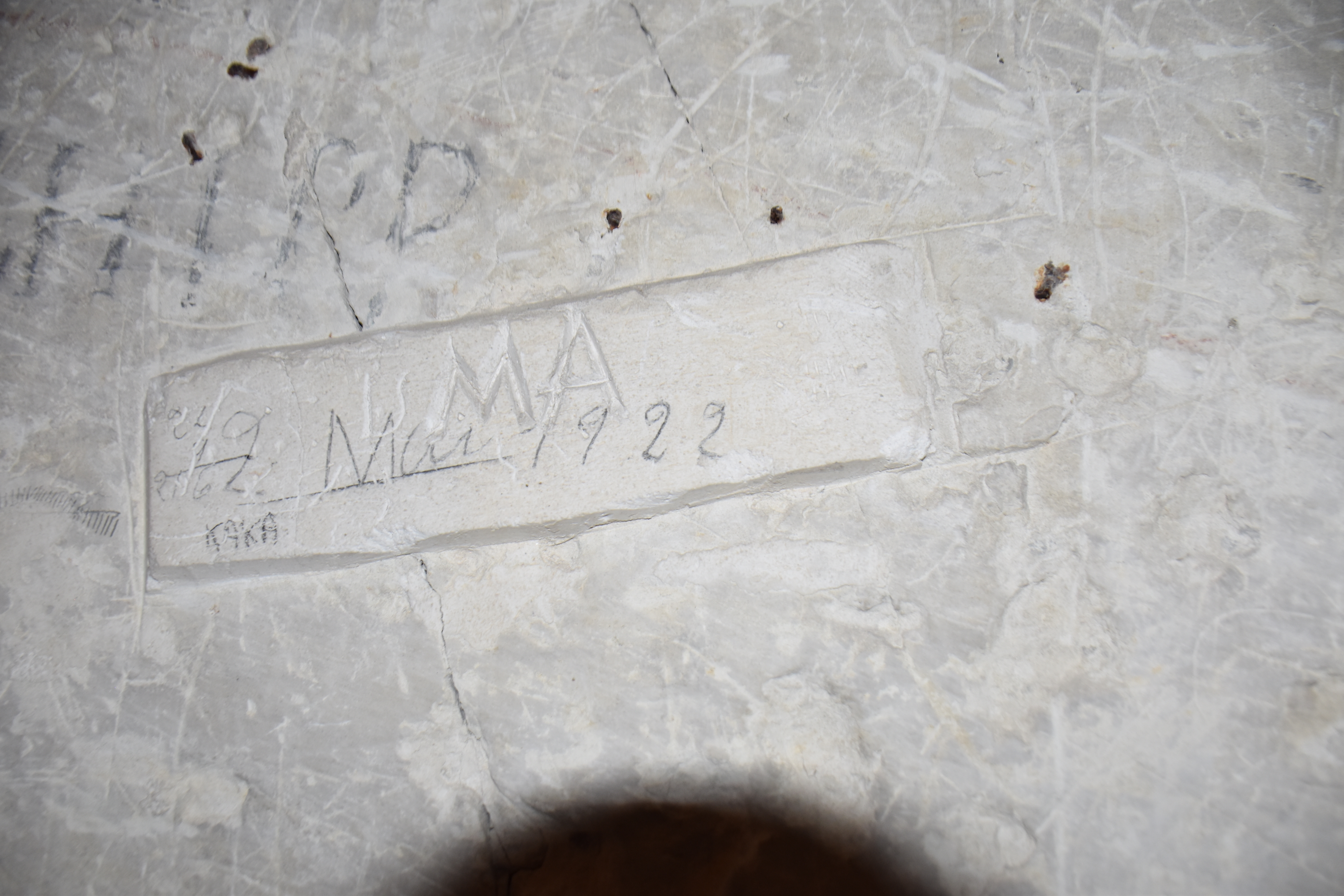
Témoin de fissure en plâtre daté de mai 1922 dans la basilique de Saint-Quentin.
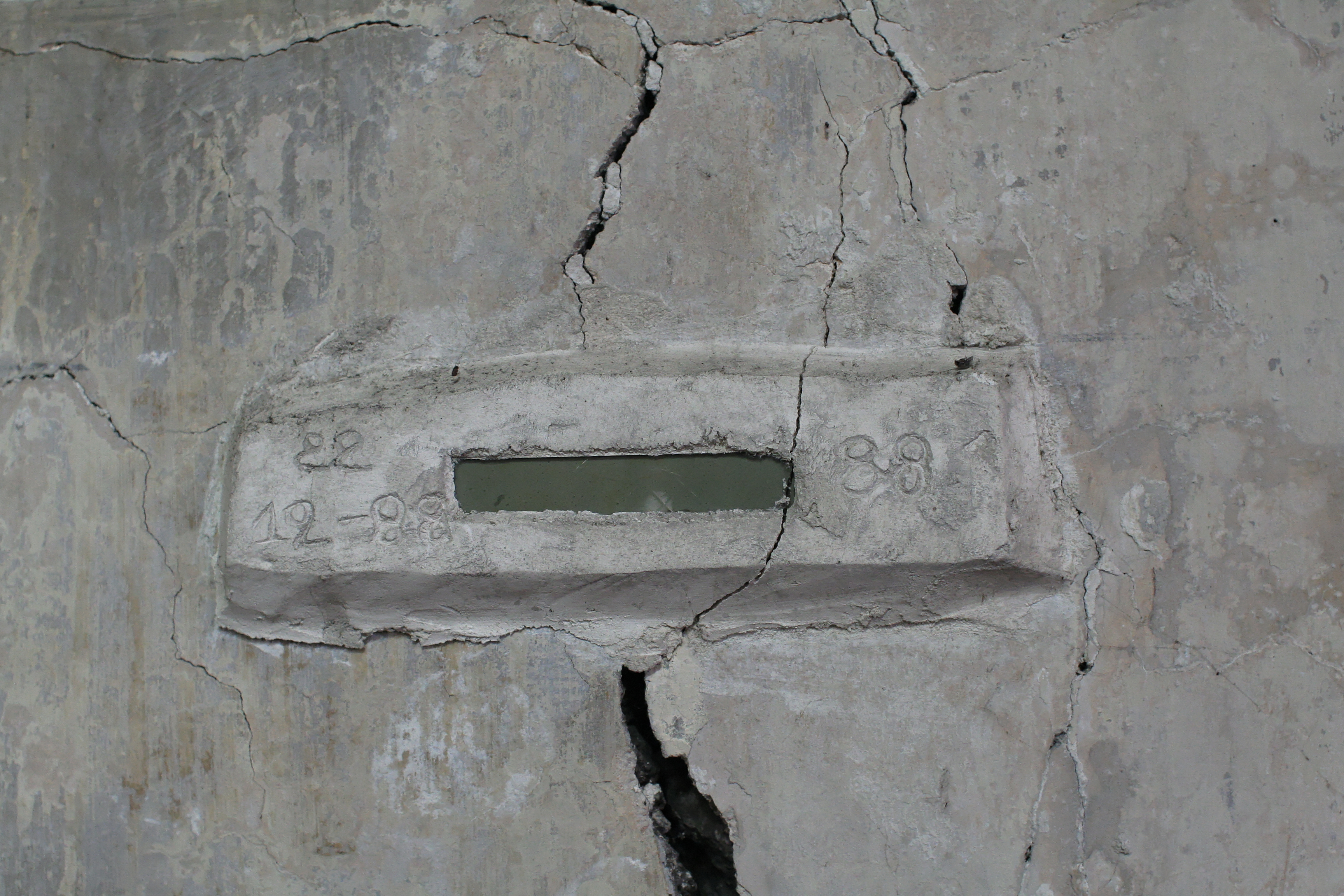
Témoin à lame de verre
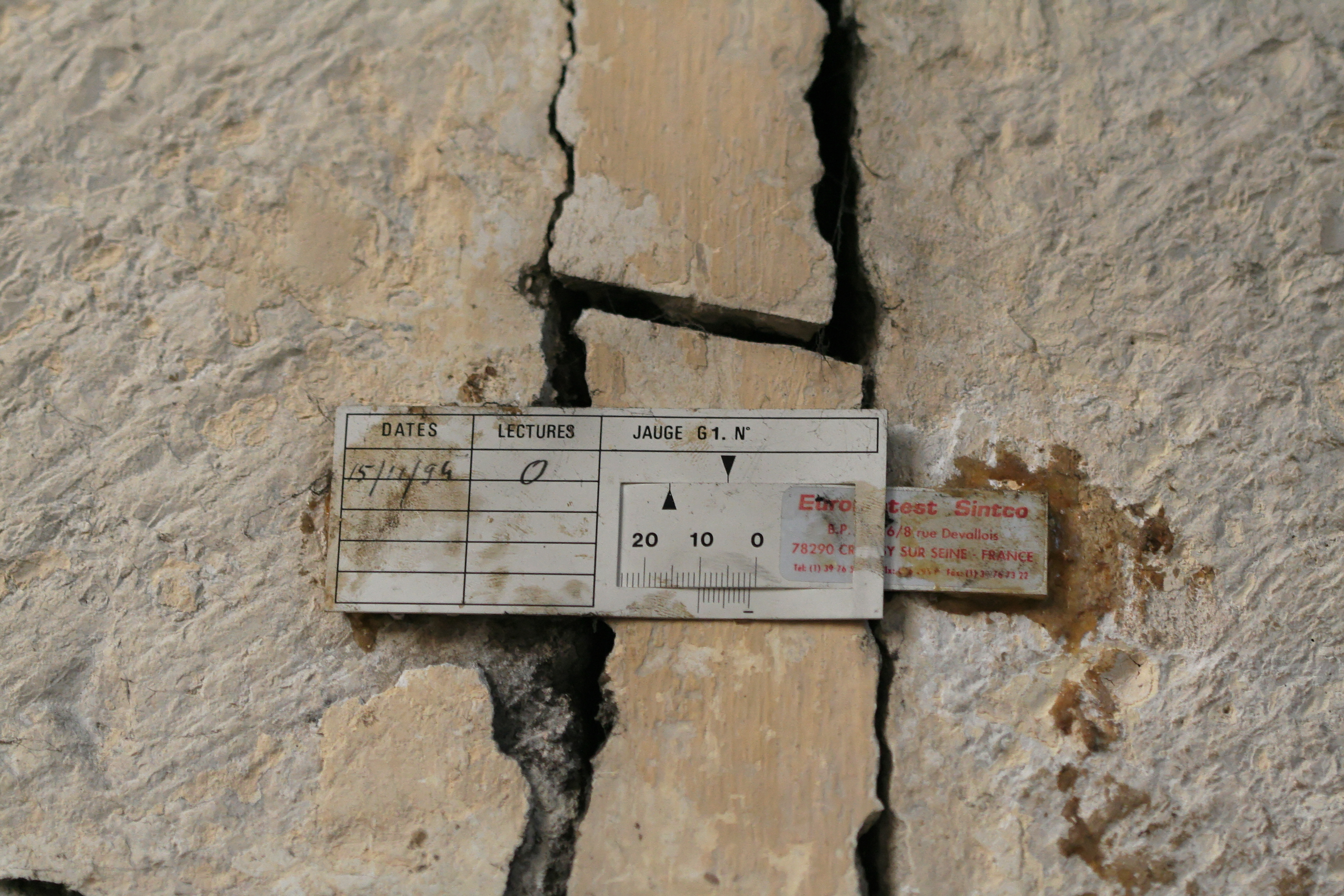
Fissuromètre gradué
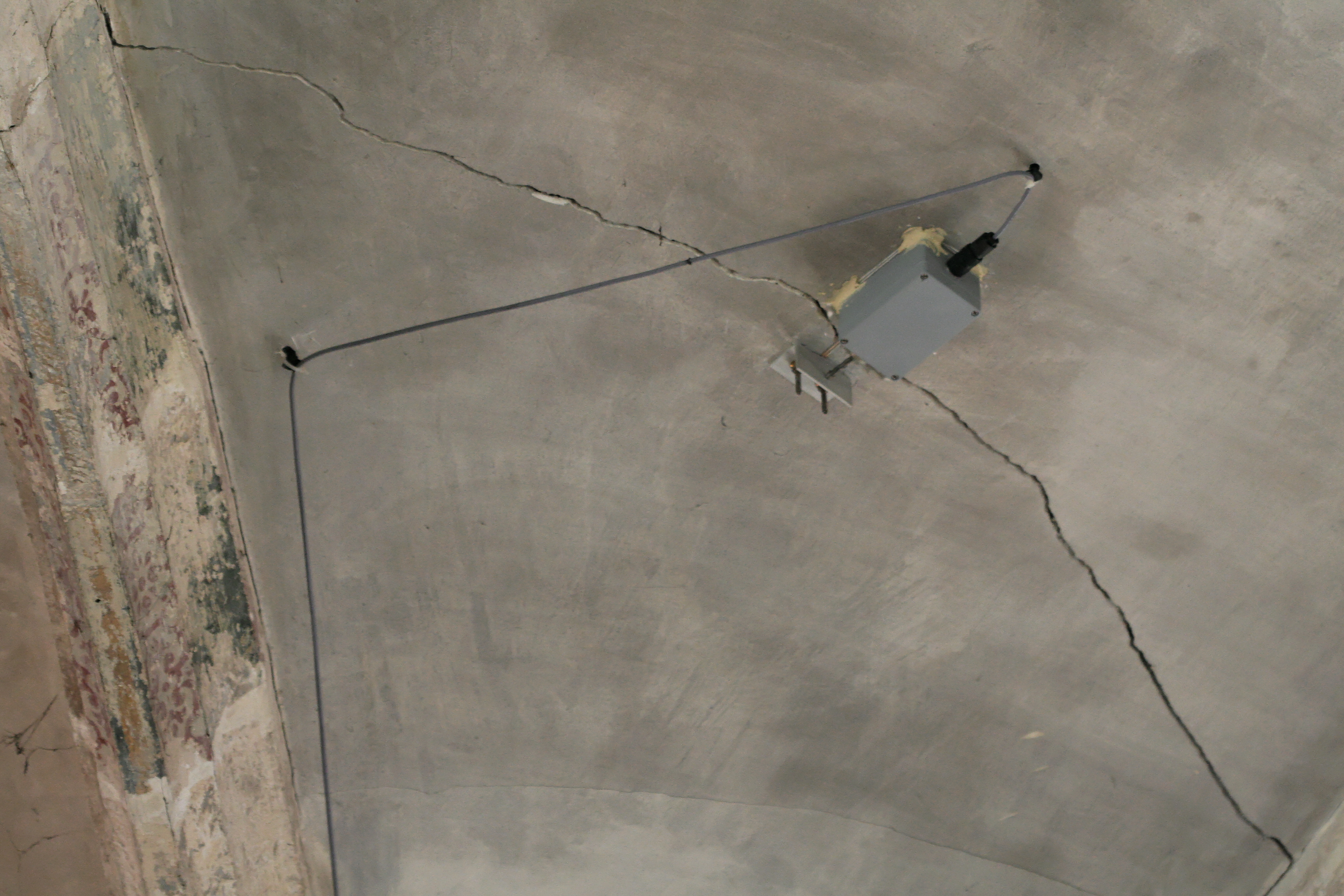
Déformètre électronique